# بگالی
بگالی (به قزاقی: Begaly) یک روستا در قزاقستان است که در Kobda District واقع شده‌است. بگالی ۱۷۷ متر بالاتر از سطح دریا واقع شده‌است.